# Bydgoski Park Przemysłowo-Technologiczny

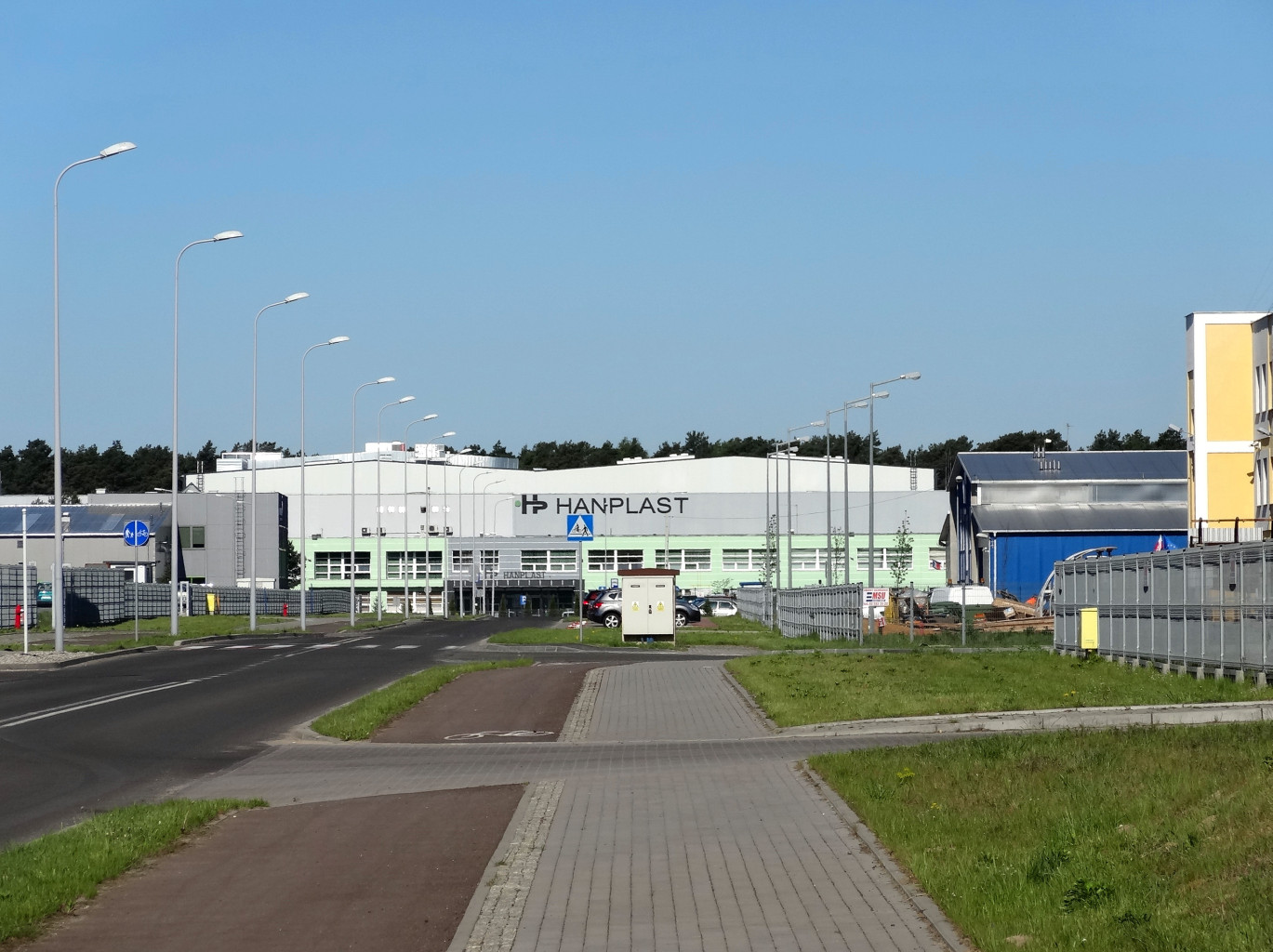
Ulica na terenie BPPT

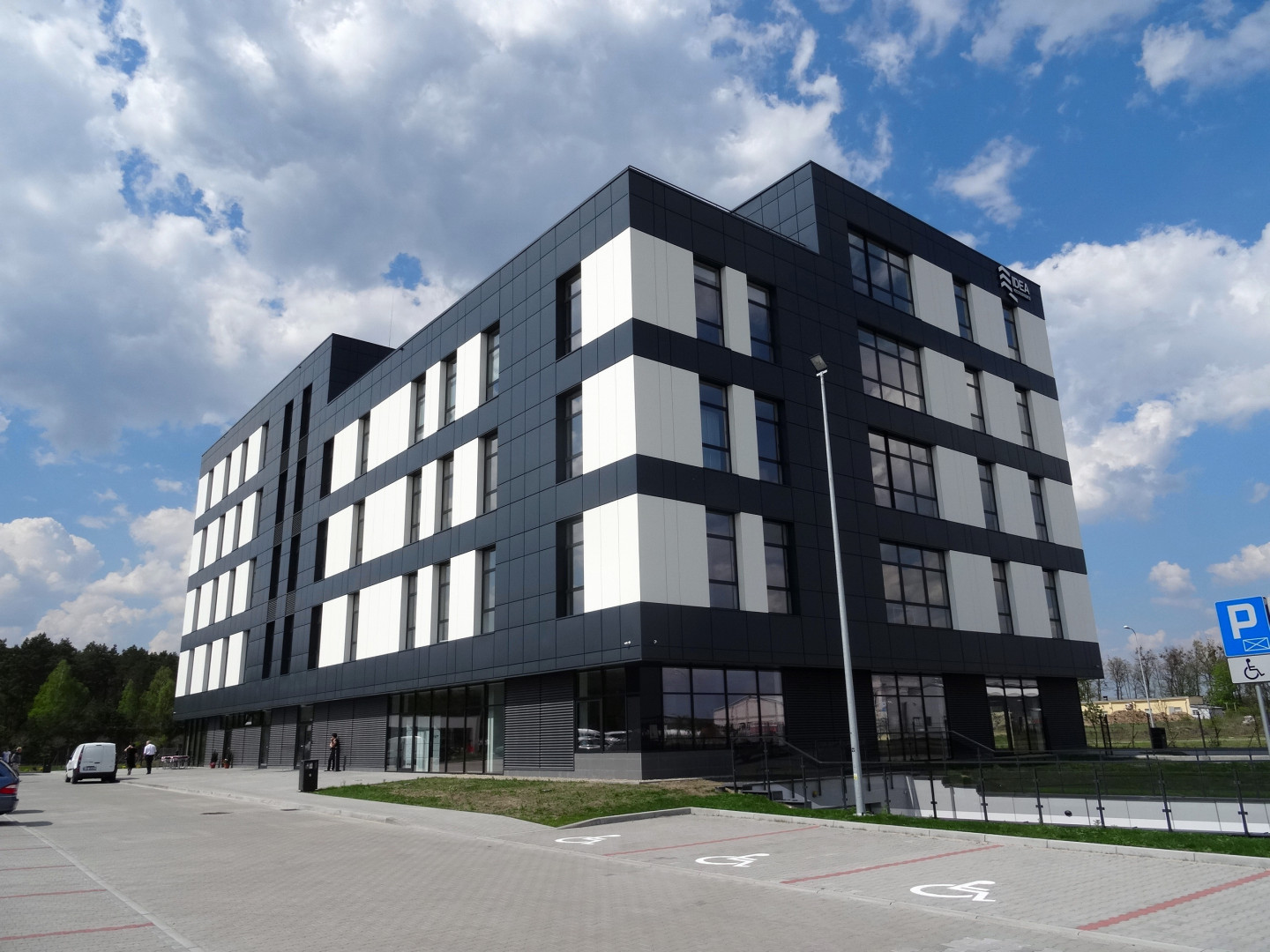
Biurowiec Idea Przestrzeń Biznesu

Bydgoski Park Przemysłowo-Technologiczny (ang. Bydgoszcz Industrial and Technological Park) – park przemysłowo-technologiczny obejmujący teren w południowo-wschodniej części miasta Bydgoszczy. Rozciąga się na powierzchni 286,4 ha, w tym 46 ha tworzy obszar Podstrefy Pomorskiej Specjalnej Strefy Ekonomicznej.
W 2023 roku na terenie Parku prowadziło działalność ok. 180 firm, a zatrudnienie wynosiło ok. 4900 osób.

## Lokalizacja
Bydgoski Park Przemysłowo-Technologiczny zlokalizowany jest w całości na terenie miasta Bydgoszczy, na częściowo zalesionym terenie poprzemysłowym w południowo-wschodniej części miasta. Jest to teren odseparowany od dzielnic mieszkaniowych, otoczony Puszczą Bydgoską, a jednocześnie dobrze skomunikowany z głównymi ciągami drogowymi i kolejowymi.
Osią parku jest ul. Glinki, w południowej części łącząca się z drogą krajową  (obwodnicą Bydgoszczy, planowaną drogą ekspresową , ok. 45 km od autostrady A1). Przez teren parku przebiega ważna z punktu widzenia gospodarczego 201, tzw. magistrala węglowa (Śląsk-porty).
Łącznie teren Bydgoskiego Parku Przemysłowo-Technologicznego zajmuje powierzchnię 286,4 ha. Jest on objęty miejscowym planem zagospodarowania przestrzennego „Łęgnowo-Park Technologiczny”, w którym jest oznaczony jako obszar aktywności gospodarczej obejmującej działalność usługowo-produkcyjną, składowanie i magazynowanie. W 2020 park dysponował około 62,5 ha wolnych terenów.

## Historia
Teren Parku Przemysłowego do 2005 roku był własnością Zakładów Chemicznych ZACHEM.
Porozumienie Intencyjne w sprawie utworzenia Bydgoskiego Parku Przemysłowego zostało podpisane 22 września 2003 roku. Sygnatariuszami Porozumienia byli:
- Miasto Bydgoszcz,
- Zakłady Chemiczne ZACHEM S.A.,
- Uniwersytet Technologiczno-Przyrodniczy im. Jana i Jędrzeja Śniadeckich w Bydgoszczy,
- Agencja Rozwoju Przemysłu S.A. w Warszawie.

Od tego czasu BPPT na bieżąco realizuje inwestycje kubaturowe i infrastrukturalne.
Od 2005 władze parku podejmowały starania o odlesienie części terenów BPPT. W 2006 uzyskano zgodę na wyłączenie 36 ha terenu z produkcji leśnej. W 2006 i 2007 dokonano wyrębu drzewostanu na ww. powierzchni oraz podjęto starania o odlesienie dalszych 50 ha. Na pozyskanych terenach wydzielono działki dla inwestorów.
W 2009 na podstawie Rozporządzenia Rady Ministrów (Dz.U. nr 131, poz. 1077) ok. 36 ha terenów inwestycyjnych lokalizowanych na terenie Bydgoskiego Parku Przemysłowo-Technologicznego (w pobliżu magistrali węglowej) zostało objętych podstrefą Pomorskiej Specjalnej Strefy Ekonomicznej.
W 2010 na terenie Parku funkcjonowało ponad 40 podmiotów gospodarczych łącznie zatrudniających około 500 osób. W 2012 roku było 51 podmiotów zatrudniających łącznie 1250 osób. W 2011 odbył się przetarg na budowę na obszarze BPPT Zakładu Termicznego Przekształcania Odpadów Komunalnych, który od 2015 utylizuje rocznie około 180 tys. ton odpadów z Bydgoszczy, Torunia oraz z gmin powiatów bydgoskiego i toruńskiego. Instalacja produkuje energię elektryczną w pełni zaspokajającą potrzeby inwestorów w BPPT oraz energię cieplną zaspokajającą w 90% zapotrzebowanie Bydgoszczy poza okresem grzewczym. Całkowity koszt projektu wyniósł 522 mln zł, z czego 255 mln uzyskano ze środków unijnych w ramach Programu Infrastruktura i Środowisko.
W 2018 BPPT jest spółką z ograniczoną odpowiedzialnością o większościowym (95%) udziale własnościowym miasta Bydgoszczy.
31 stycznia 2019 BPP-T uzyskał decyzję na dofinansowanie ze środków Regionalnego Programu Operacyjnego budowy budynku mieszczącego centra demonstracyjne, warsztaty, pokazowe linie produkcyjne i laboratoria
oraz biura. Wartość pozyskanych środków wynosi 6,4 mln zł przy szacowanym koszcie budowy w wysokości 27,5 mln zł. Centrum umożliwi rozwój przedsiębiorstw poszukujących specjalistycznej przestrzeni do tworzenia nowych produktów bądź testowania ich funkcjonalności. Wielofunkcyjny budynek będzie podzielony na części biurową (2 tys. m kw.) i halową (4 tys. m kw.). Prace budowlane rozpoczęto w 2019 i mają się skończyć w 2020.

## Charakterystyka
Głównym celem BPPT jest pobudzanie lokalnej przedsiębiorczości, pozyskanie inwestorów zewnętrznych i tworzenie nowych miejsc pracy. Park współpracuje z firmami konsultingowymi oraz uczelniami wyższymi, w szczególności z Uniwersytetem Technologiczno-Przyrodniczym w Bydgoszczy w zakresie rozwoju nowych technologii o wysokim potencjale innowacyjności.

### Ulgi
Na terenie BPPT (Specjalnej Strefy Ekonomicznej) obowiązują ulgi podatkowe z tytułu określonych w zezwoleniu wydatków inwestycyjnych lub określonego poziomu zatrudnienia.

### Firmy
Począwszy od 2010 roku powierzchnia nowo wybudowanych na terenie Parku budynków wzrastała skokowo, a nakłady inwestycyjne liczone były w setkach milionów złotych. W 2016 roku w BPPT wybudowano hale o łącznej powierzchni 57 tys. m² m.in. dla firm: Melett (ogólnopolskie centrum dystrybucji), Pixmet (obróbka metali), Medan (zaopatrzenie szpitali i aptek), Cimat (producent wyważarek), Mac-Graf (producent i dystrybutor materiałów opakowaniowych), Metalko.
W sąsiedztwie BPPT, na terenie byłego Zachemu, bądź przy ul. Chemicznej w 2016 roku zrealizowano inwestycje:
- Makrum – nowy zakład produkcyjny przeniesiony z osiedla Leśnego, gdzie Grupa kapitałowa Immobile buduje osiedle mieszkalno-biurowe „Platanowy Park”[12]
- Panattoni Park Bydgoszcz – centrum logistyczne klasy A (45 tys. m²) przeznaczone na centrum dystrybucyjne Kaufland Polska[13]
- Waimea Logistic Park Bydgoszcz – centrum logistyczne (90 tys. m²)[14]
- P3 Logistic Park – centrum logistyczne[15]
- Panattoni Park Bydgoszcz II – centrum logistyczne (37 tys. m²) przeznaczone na centrum dystrybucyjne Carrefour Polska[16]

We wrześniu 2016 roku zatrudnienie w firmach na terenie parku przekroczyło 3 tys. osób.
Na koniec 2017 roku działalność gospodarczą lub inwestycję na terenie BPPT prowadziło ponad 120 podmiotów gospodarczych, zatrudniających 3644 osób. Firmy znajdujące się na terenie Parku to m.in.:
- Airon Investment (6 tys. m²) (w 2018 w stanie upadłości);
- Doka (2 tys. m²);
- Baumat (8,7 tys. m²);
- Garos Polska (4,9 tys. m²);
- Melett Polska (2 tys. m²);
- SPX Flow Technology Poland (31,5 tys. m²),
- Centrum Dystrybucyjne Lidl
- Bims PLUS
- Mac-Graf
- LifoColor Farbplast Sp. z o.o.
- Berthold Sichert Sp. z o.o.
- ProNatura Sp. z o.o.
- P.U.K. Corimp Sp. z o.o.
- ABC Automotive Poland
- Oponeo.pl (16 tys. m²)[17]
- Dadelo S.A.

W 2018 roku utworzono około 300 nowych miejsc pracy. W tym czasie realizowano 6 inwestycji:
- Metalko II etap (5,5 tys. m²);
- Politech (4,8 tys. m²);
- Holkap II etap (4,5 tys. m²);
- Investor (3,1 tys. m²);
- Trans Ekspert (1,7 tys. m²);
- Konek PSN (0,9 tys. m²) – w końcu 2018 na działce liczącej blisko 2700 m kw. przy ul. Milcherta otwarto centrum serwisowe oraz badawczo-rozwojowe; mieszczą się tu biura, magazyn oraz hala produkcyjna form wtryskowych do przetwórstwa tworzyw sztucznych oraz narzędzi specjalnych[19];

W trakcie projektowania i negocjacji było kolejnych 10 inwestycji. W 2019 na niemal 3-ha działce stawianie hal z częścią biurową zaczęła firma Planika, a w 2022 centrum badawcze firmy Kantata. Również w 2022 otwarto wydział wtryskarek Tyco Electronics Polska Sp. z o.o. przy ul. Krzywca 2.

### IDEA Przestrzeń Biznesu
W dyspozycji BPPT jest budynek biurowy IDEA Przestrzeń Biznesu, składający się z 6 kondygnacji, liczących ponad 4 tys. m² powierzchni biurowych wraz z odpowiednią infrastrukturą użytkową oraz wielostanowiskowym garażem podziemnym i naziemnym. W biurowcu znajdują się sale konferencyjno-szkoleniowe, lunch bar i lobby recepcyjne. W obiekcie lokuje się wiele firm, a także prowadzona jest tu działalność inkubatora przedsiębiorczości, wspierająca startupy, poprzez ofertę powierzchni biurowej, sieci kontaktów biznesowych oraz know-how.

### Bydgoskie Centrum Targowo-Wystawiennicze
BPPT jest inwestorem Bydgoskiego Centrum Targowo-Wystawienniczego, które znajduje się przy skrzyżowaniu ul. Gdańskiej z ul. Jeździecką na obrzeżu Leśnego Parku Kultury i Wypoczynku i Ogrodu Botanicznego. Wartość inwestycji to 51,4 mln zł. Obiekt o wysokości 13 m, powierzchni ogólnej 16 tys. m kw. i powierzchni wystawienniczej 11 tys. m kw. z 4 salami konferencyjnymi na 700 osób otwarto 24 września 2015.

### Infrastruktura i komunikacja
Na terenie BPPT znajduje się bocznica kolejowa połączona z 201 magistralą kolejową Śląsk-Porty. W 2010 park uzyskał bezpośrednie połączenie z drogą krajową , która przebiega w odległości ok. 800 m od południowej granicy BPPT. Około 3 km na zachód od parku znajduje się  Port lotniczy Bydgoszcz.
W wyniku realizacji projektu infrastrukturalnego, w 2012 roku uruchomione zostało również bezpośrednie połączenie autobusowe, łączące osiedla mieszkaniowe Bydgoszczy z terenem Parku.
| Linia | Kierunek trasy ↔                               |
| 68    | Dworzec Leśne – Park Przemysłowy – Prądocińska |
| 84    | Kapuściska –Zachem –Park Przemysłowy – Glinki  |
| ----- | ---------------------------------------------- |

### Projekty
Bydgoski Park Przemysłowo-Technologiczny brał lub bierze udział w następujących projektach europejskich:
- FAIR PARK: Przedmiotem projektu jest promocja terenów inwestycyjnych zlokalizowanych na terenie Bydgoskiego Parku Przemysłowo-Technologicznego Sp. z o.o., w tym terenów aktywizowanych w ramach Działania 5.6 Kompleksowe uzbrojenie terenów pod inwestycje Regionalnego Programu Operacyjnego Województwa Kujawsko-Pomorskiego na lata 2007–2013, a docelowo ich sprzedaż inwestorom. Zamierzeniem Projektu jest zwiększenie rozpoznawalności Miasta Bydgoszczy oraz województwa kujawsko-pomorskiego na mapie Polski, Europy i Świata, jako miejsca o wysokim potencjale inwestycyjnym i gospodarczym. Okres realizacji projektu: od 1 listopada 2017 r. do 31 grudnia 2019 r. Wartość projektu: 1 155 811,82 zł. Wkład Funduszy Europejskich: 834 541,81 zł
- Budowa Bydgoskiego Centrum Targowo-Wystawienniczego w Bydgoszczy: inwestycja realizowana jest, jako projekt pn. „Budowa Bydgoskiego Centrum Targowo-Wystawienniczego w Bydgoszczy”, który polega na budowie hali targowo-wystawienniczej z częścią biurowo-konferencyjną. Inwestycja ma spełniać przede wszystkim funkcję wystawienniczo-targową, a odpowiadając na zapotrzebowanie rynku, ma stać się także centrum konferencji i imprez artystyczno-rozrywkowych o zasięgu lokalnym, regionalnym, krajowym i międzynarodowym. Będzie się to wiązać z korzyściami dla samego miasta, ale też regionu. Zasadnicze korzyści spowodują aktywizację wielu płaszczyzn: środowiska biznesu w ogóle, środowiska branży (sektora), sfery usług, mieszkańców, w tym młodzieży i samorządu terytorialnego.Całkowita wartość Projektu wynosi: 51 441 661,26 zł. Wydatki kwalifikowalne w ramach Projektu wynoszą 41 184 687,87 zł,
- Sektorowy Program Operacyjny Wzrost Konkurencyjności Przedsiębiorstw: działanie 1.3: „Tworzenie korzystnych warunków dla rozwoju firm”, priorytet 1.: „Rozwój przedsiębiorstw i wzrost innowacyjności poprzez wzmocnienie instytucji otoczenia biznesu”. Rezultatem realizacji tego projektu było wybudowanie w 2008 r. dwóch hal do wynajęcia dla przedsiębiorstw oraz rozbudowa siedziby Spółki. Całkowita wartość projektu wyniosła 21 mln zł, z tego 8,8 mln z Europejskiego Funduszu Rozwoju Regionalnego;
- Regionalny Program Operacyjny Województwa Kujawsko-Pomorskiego na lata 2007–2013: priorytet 5, działanie 5.6 – „Rozbudowa infrastruktury technicznej Bydgoskiego Parku Przemysłowego”. W ramach projektu zakłada się zmodernizowanie i wybudowanie dróg z oświetleniem, chodnikami i ścieżkami rowerowymi oraz sieci: wodociągową i kanalizacyjną na obszarze 75 ha. Projektowany jest także przebieg sieci cieplnej oraz teleinformatycznej. Całkowita wartość projektu wynosi 74,2 mln zł, z czego 24,4 mln pochodzi z Europejskiego Funduszu Rozwoju Regionalnego, a 4,3 mln z budżetu państwa.

### Ulice
W 2011 roku oddano do użytku nowe ulice na terenie parku, które nazwano nazwiskami zasłużonych bydgoskich przedsiębiorców, inżynierów i projektantów (Polaków i Niemców). Główna ulica nosi nazwę Bydgoskich Przemysłowców, a patronami poszczególnych ulic są:
- Franz Wilhelm Blumwe (1853-1903) – właściciel i dyrektor bydgoskiej Fabryki Obrabiarek do Drewna, jednej z najstarszych, czynnych do dziś przedsiębiorstw bydgoskich;
- Emil Gamm (1842-1908) – przemysłowiec, właściciel fabryki mydła i świec, radny miejski, filantrop, syn Heinricha Gamma – Honorowego Obywatela Bydgoszczy (1888);
- Jerzy Falkowski (1926-2003) – inżynier nadzorujący budowę bydgoskich osiedli mieszkaniowych w latach 60. XX w. (Kapuściska, Wyżyny, Błonie, Skrzetusko, Bartodzieje), działacz bydgoskich organizacji technicznych;
- Hermann Franke (1829-1913) – właściciel wytwórni spirytusu, zakładów kąpielowych oraz tartaku, prezes Izby Handlowej, działacz Towarzystwa Upiększania Miasta, fundator domu dla starców i osób nieuleczalnie chorych, Honorowy Obywatel Bydgoszczy (1900)
- Edmund Matuszewski (1921-1999) – dyrektor techniczny Pomorskich Zakładów Przemysłu Wapienniczego w Bydgoszczy, działacz Naczelnej Organizacji Technicznej i innych organizacji gospodarczych;
- Józef Milchert (1874-1930) – kupiec, przedsiębiorca, właściciel fabryki likierów, wynalazca, autor 25 patentów, polski działacz narodowy i społeczny;
- Władysław Paciorkiewicz (1876-1925) – mechanik, wynalazca, konstruktor pierwszych polskich maszyn do pisania, które produkował w Bydgoszczy;
- Ernst Heinrich Peterson (1843-1905) – właściciel cegielni i dwóch młynów, inicjator systemu opieki nad pracownikami, filantrop, wnuk Ernsta Conrada Petersona – inspektora i budowniczego Kanału Bydgoskiego oraz plant nad Kanałem Bydgoskim;
- Bogdan Raczkowski (1888-1939) – inżynier architekt, projektant wielu obiektów w Bydgoszczy okresu międzywojennego, kierownik Urzędu Budownictwa Naziemnego;
- Stanisław Rolbieski (1873-1939) – inżynier, działacz społeczny i gospodarczy nadzorujący przejęcie przemysłu bydgoskiego z rąk niemieckich po I wojnie światowej, budowniczy i dyrektor przedsiębiorstwa Kabel Polski, dyrektor fabryki karbidu w Smukale.

Patroni ulic wybrani zostali w konkursie zorganizowanym przez Bydgoski Park Przemysłowo-Technologiczny i Zespół ds. Nazewnictwa Miejskiego.

## Rozrywka
Bydgoski Park Przemysłowo-Technologiczny z racji otoczenia lasem wraz z ukrytymi w nim reliktami zabudowy przemysłowej III Rzeszy oraz wyposażenia w sieć dróg pieszych i rowerowych – stanowi atrakcyjny teren wykorzystywany dla rekreacji. Częstym widokiem są tu biegacze, wrotkarze i rowerzyści.

### Exploseum
W lipcu 2011 w bliskim sąsiedztwie BPPT otwarto Exploseum – skansen niemieckiej architektury przemysłowej z okresu II wojny światowej wraz z podziemną trasą turystyczną. Eksploseum znajduje się w 8 połączonych tunelami budynkach strefy produkcji nitrogliceryny i prezentuje zagadnienia związane z historią materiałów wybuchowych, III Rzeszy i Zakładów Zbrojeniowych DAG Fabrik Bromberg (1939–1945), na których obszarze znajduje się także BPPT. 17 lutego 2017 Exploseum otrzymało certyfikat Najlepszy Produkt Turystyczny 2016 nadany przez Polską Organizację Turystyczną.

## Galeria

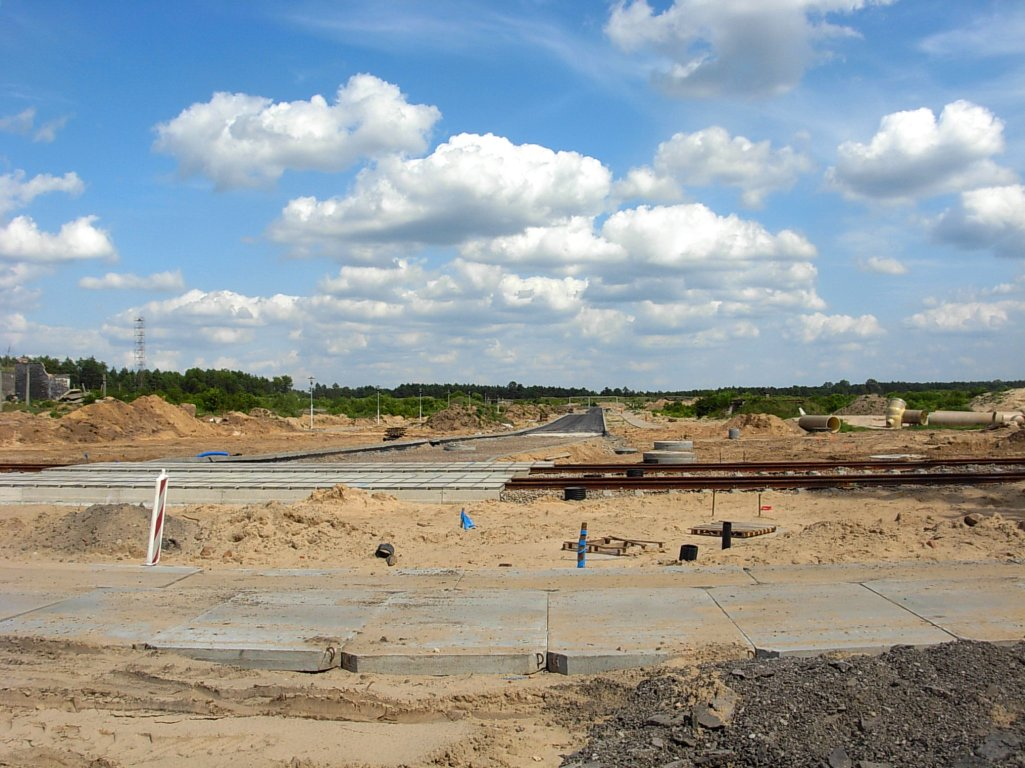
Budowa ulic i uzbrajanie terenu – rok 2010
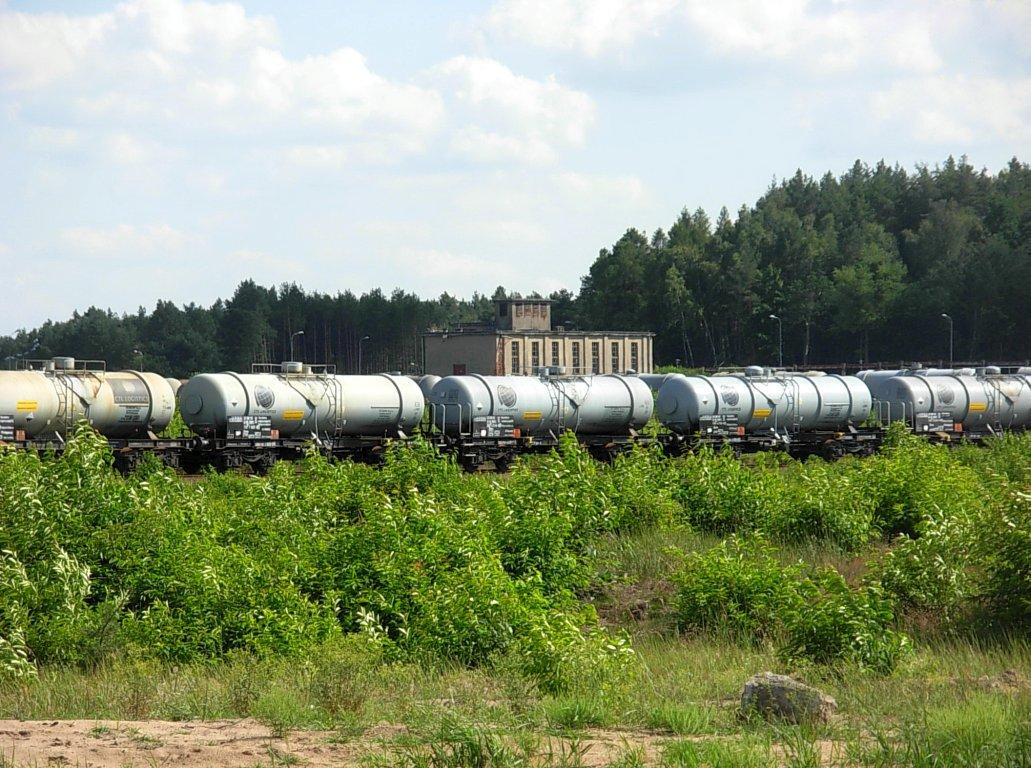
Bocznica magistrali węglowej
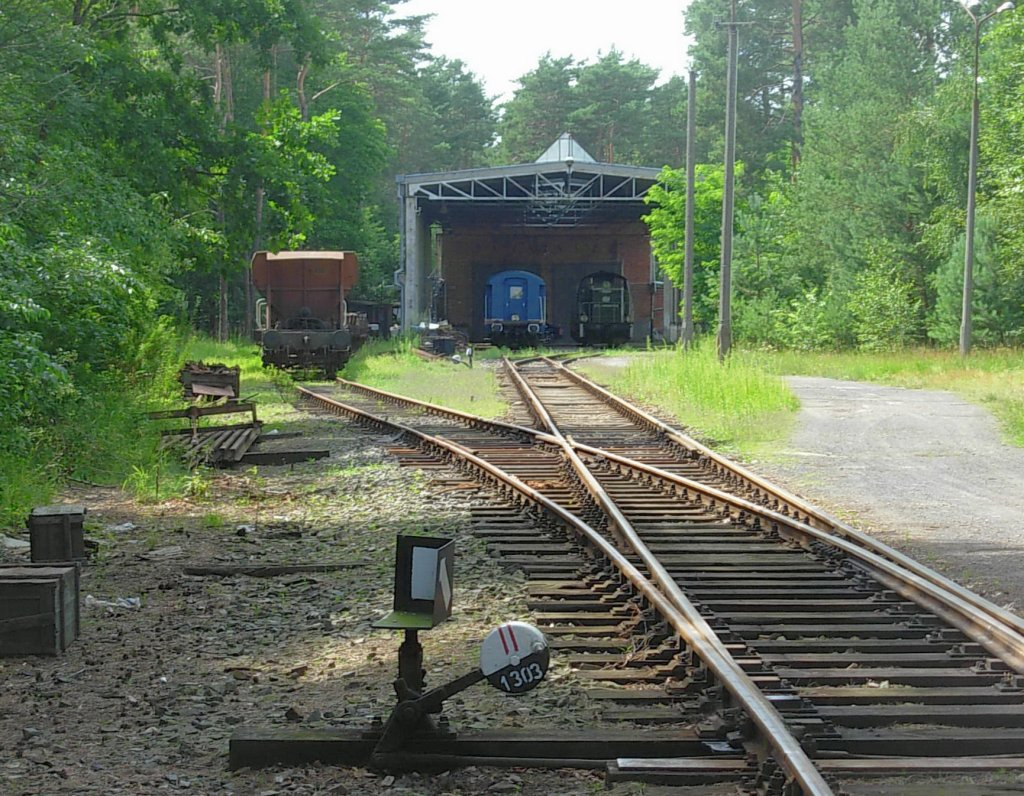
Bocznice kolejowe
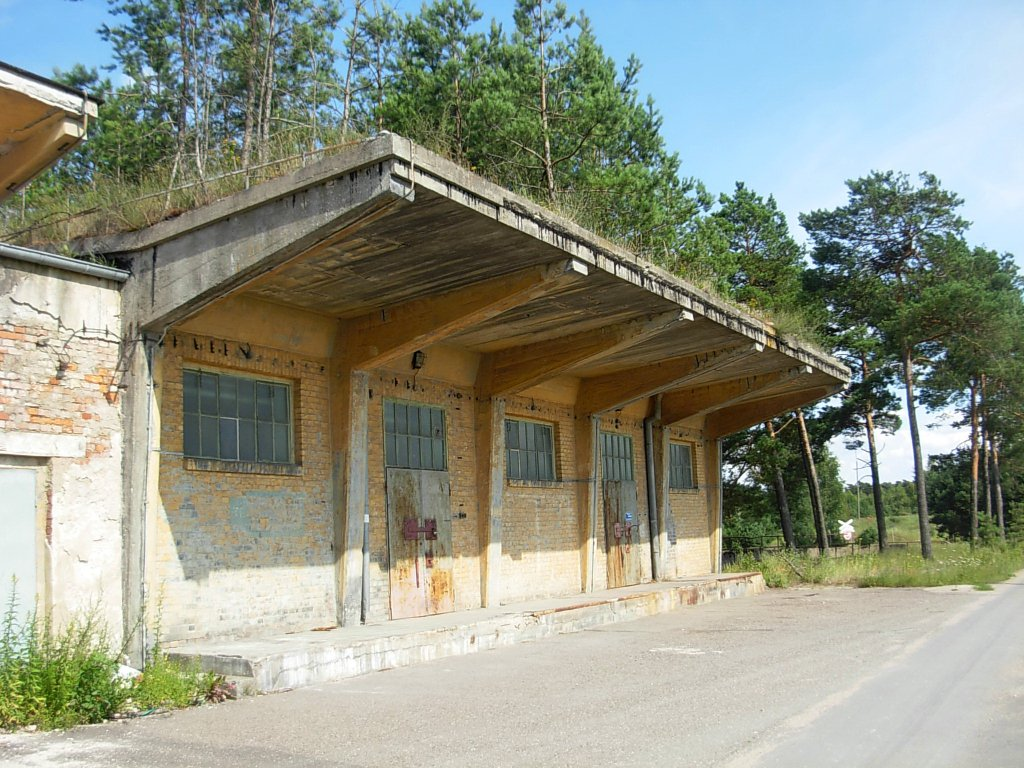
Rampy pozostałe po DAG Fabrik Bromberg
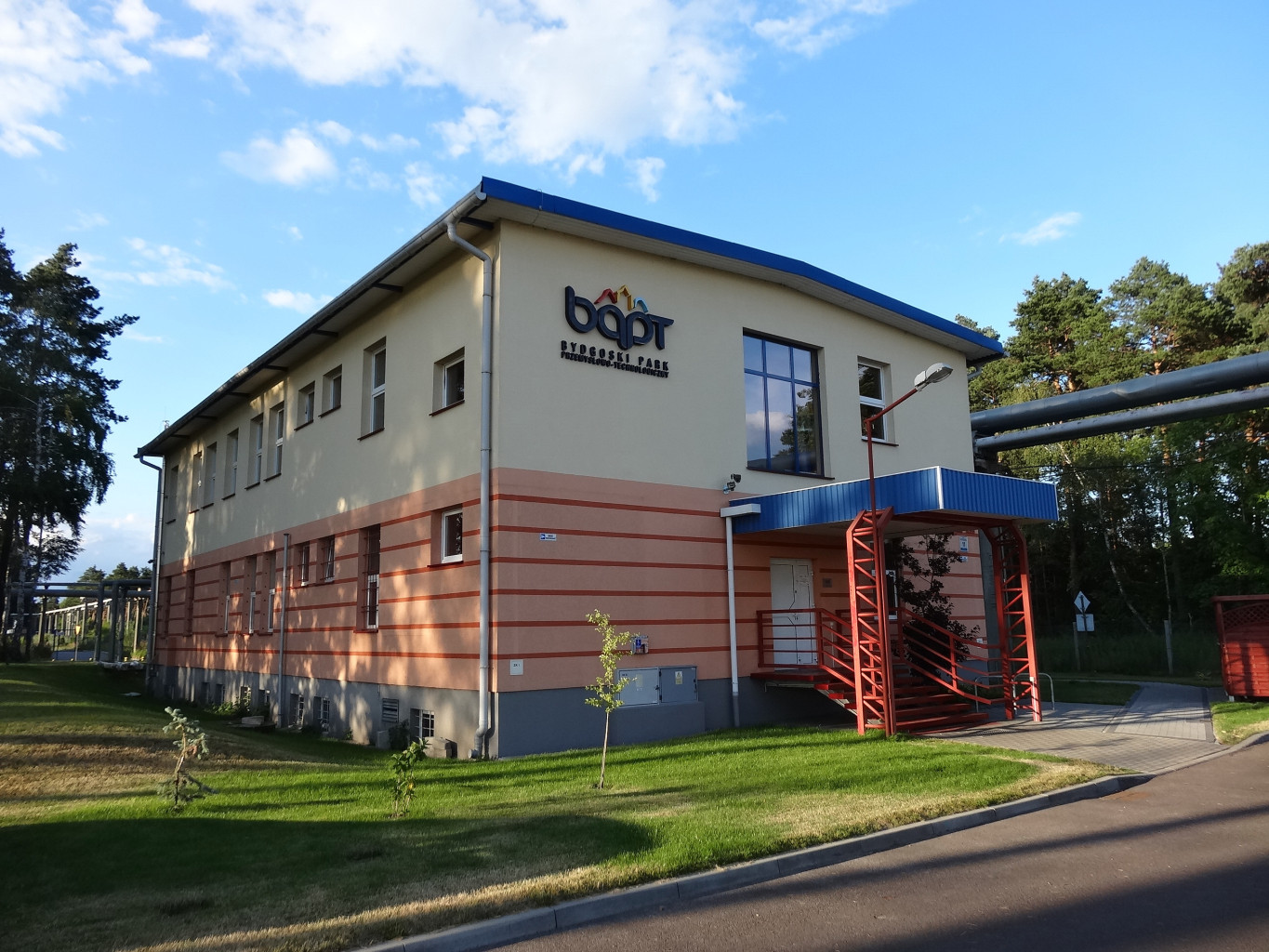
Siedziba administracji BPPT
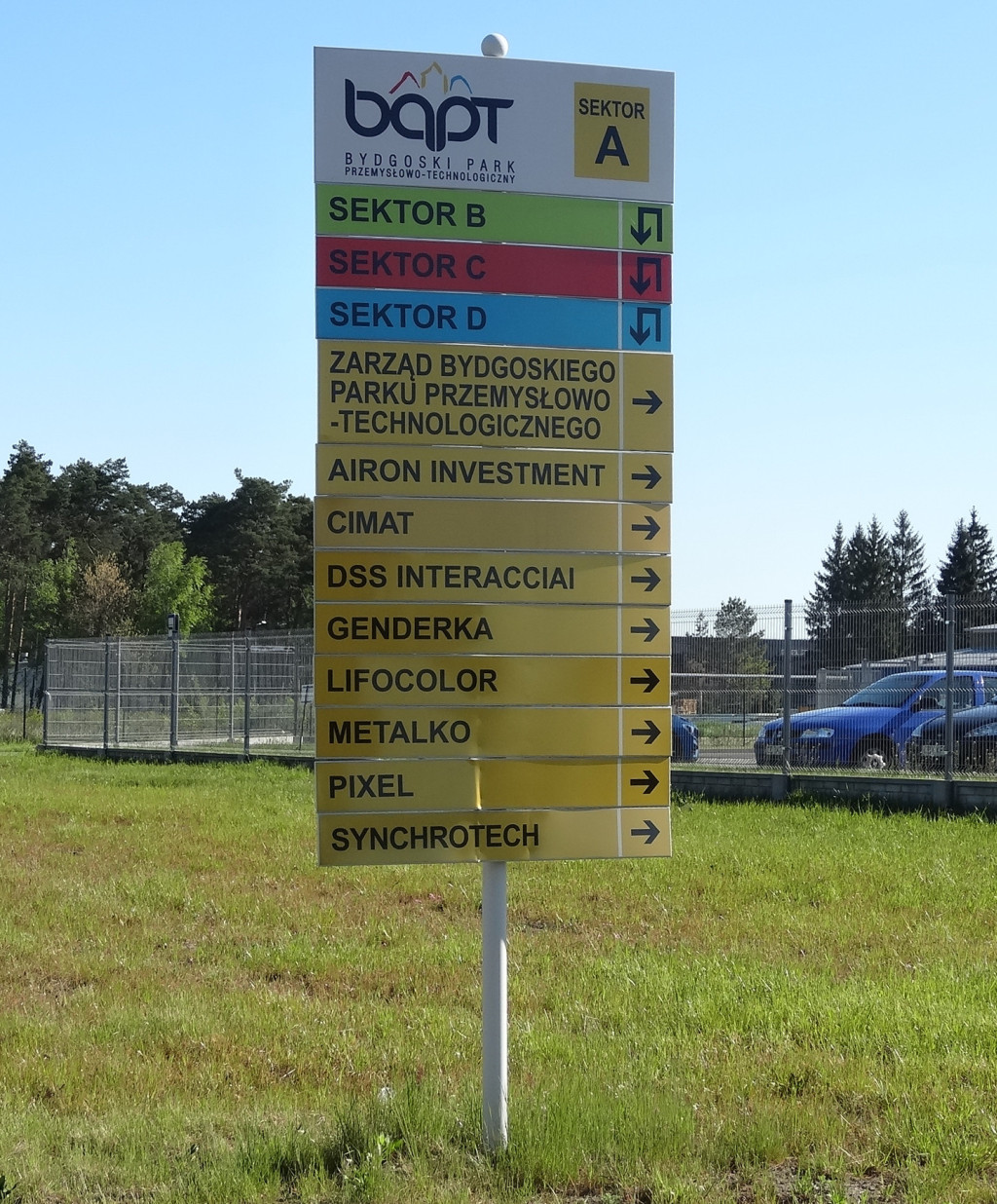
Oznakowanie
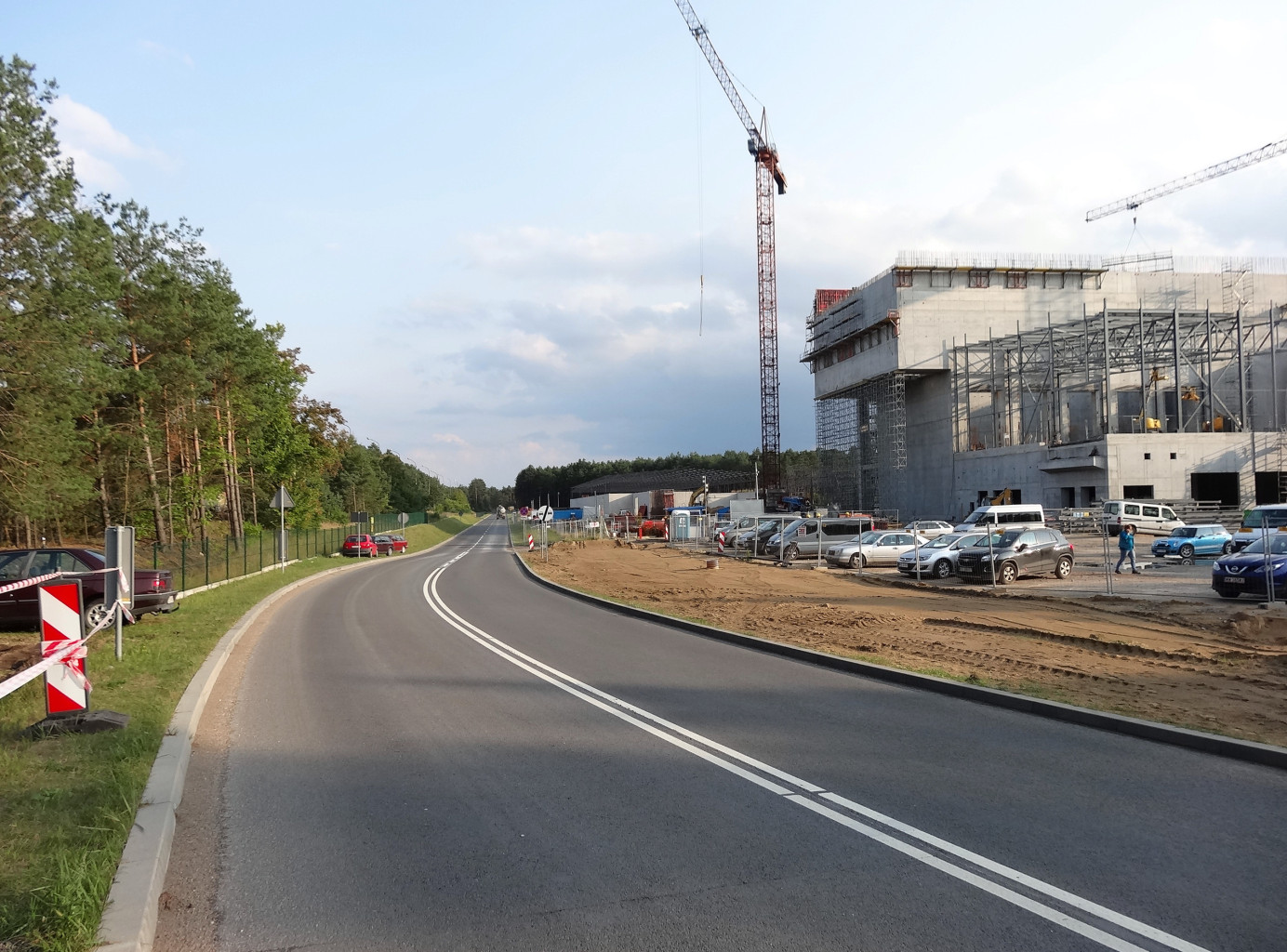
Łącznica z drogą krajową nr 10
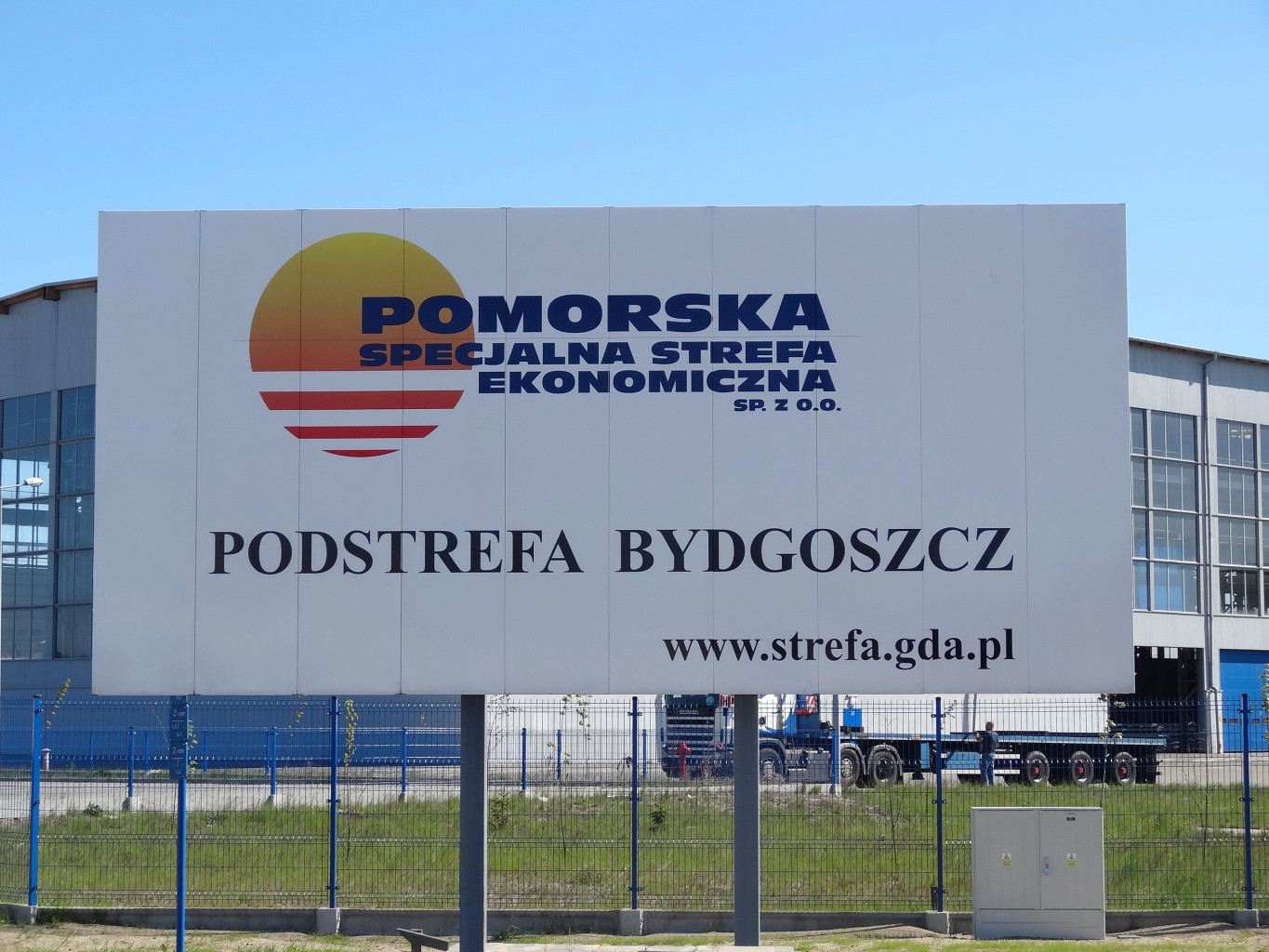
Podstrefa PSSE
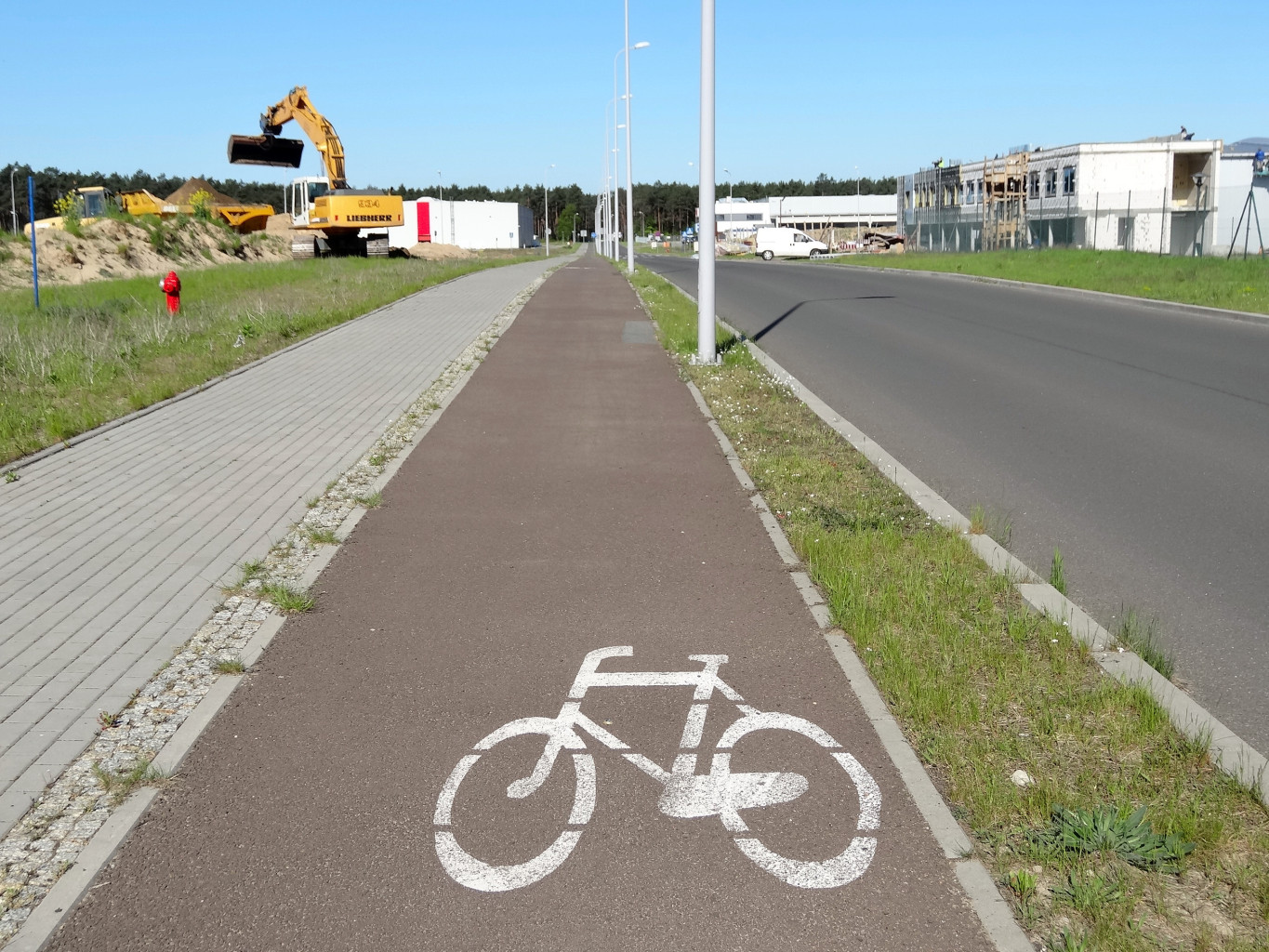
Ścieżki rowerowe
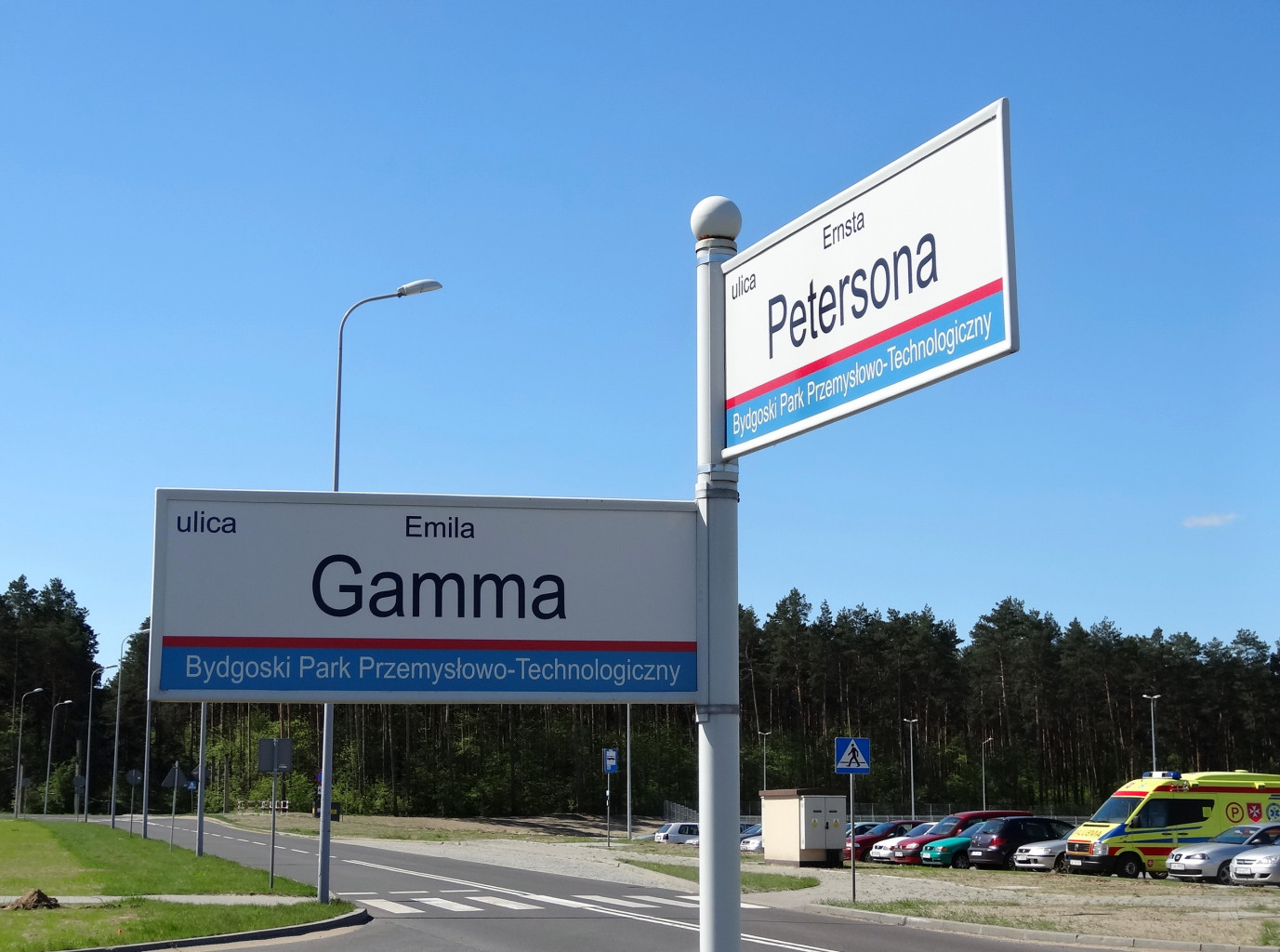
Ulice
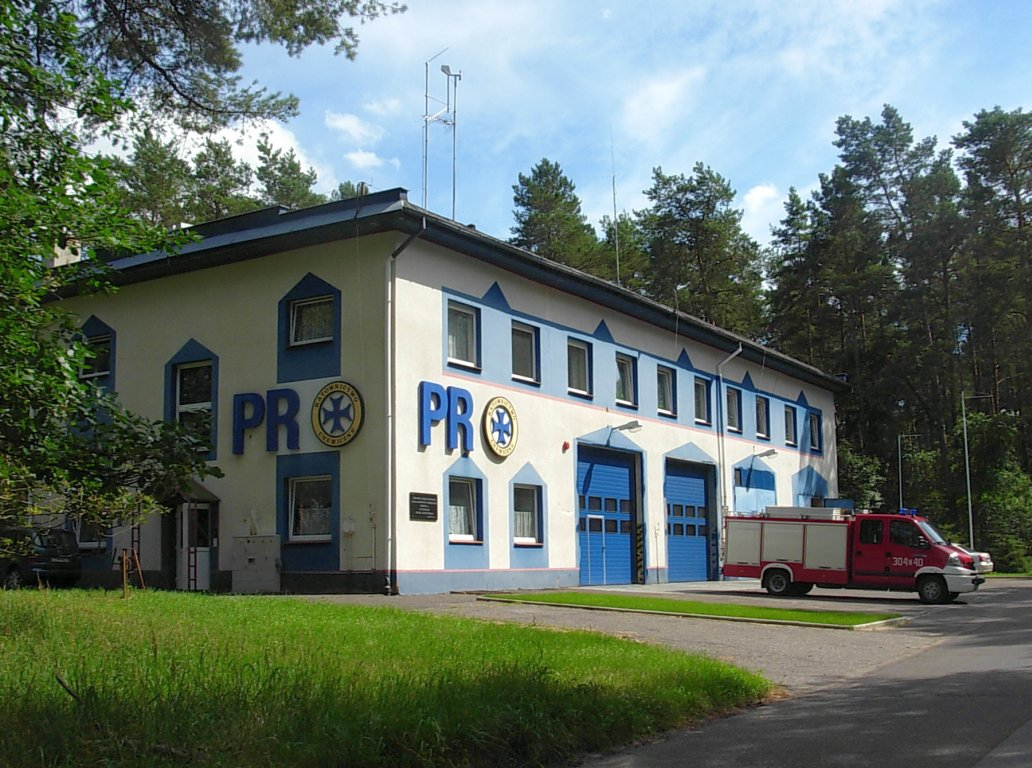
Jednostka ratownictwa chemicznego
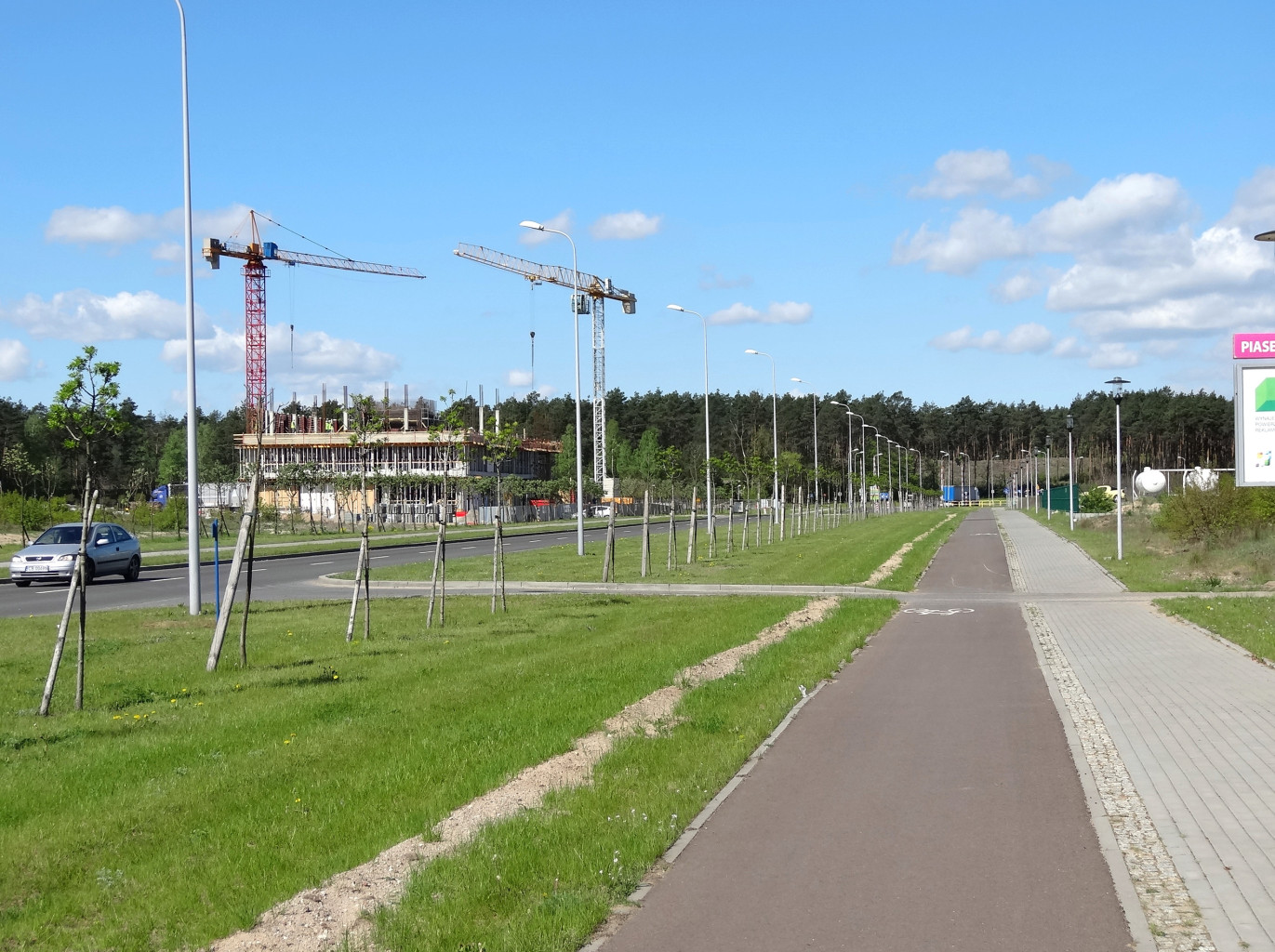
Budowa biurowca „Idea Przestrzeń Biznesu”
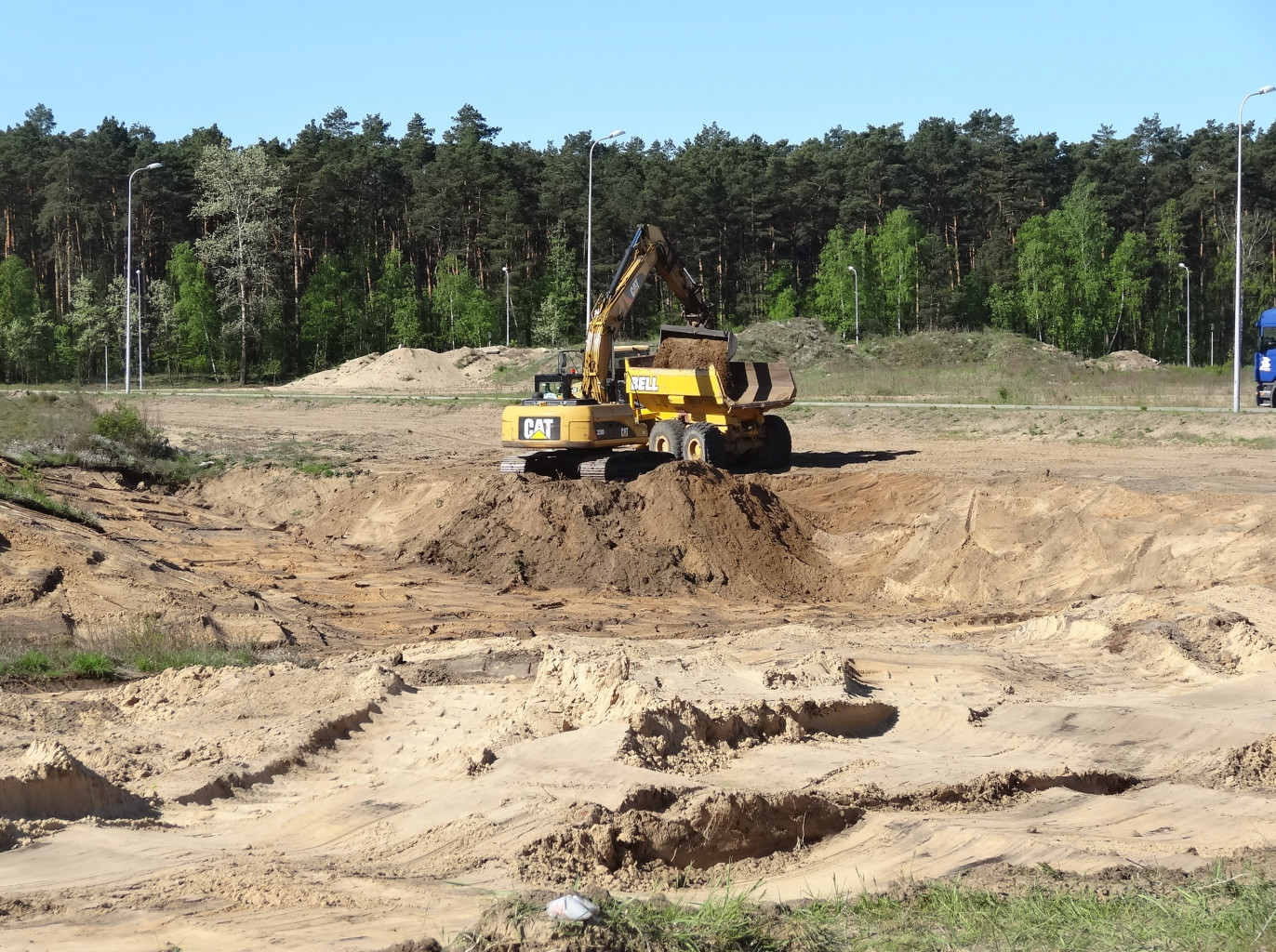
Budowa nowego przedsiębiorstwa
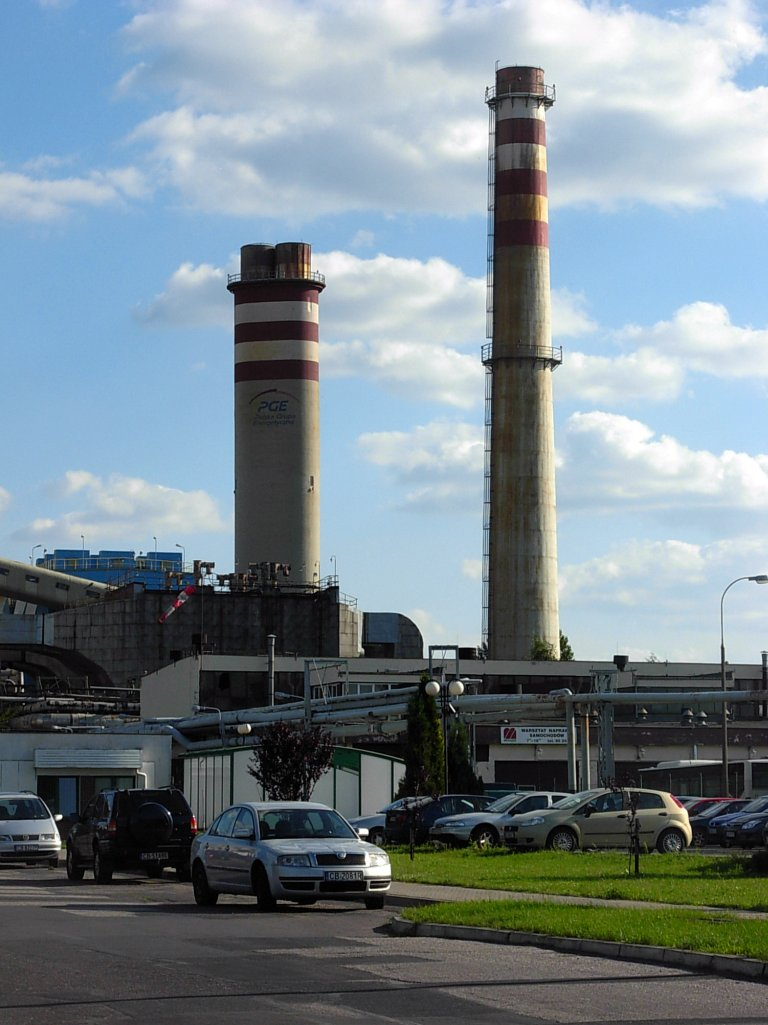
Elektrociepłownia Bydgoszcz II w sąsiedztwie BPPT